# Vitis palmata
Espèce
Classification APG III (2009)
Vitis palmata est une espèce de plante appartenant à la famille des Vitaceae.